# Siódemka bogów
Siódemka (bogów) - (Sebitti, Sebittu, sumeryjskie Iminbi). "Siódemka" - jest nazwą nadaną grupie bogów opiekuńczych, których moc może być użyta przeciwko złym demonom za pośrednictwem zaklęć magicznych.
"Siódemka" działa razem ze swoją siostrą Narudu i niewykluczone, iż oni sami mieli rodowód elamicki. Należy ich odróżniać od babilońskich siedmiu mędrców (apkallū). Być może są identyczni z siedmiorgiem dzieci bogini Iszhary. Czasami wymienia się ich (jako "Siedem i siedem") razem z inną grupą, którą może być siedmiu synów Enmeszarry.
Świątynie Siódemki znajdowały się w asyryjskich miastach stołecznych: Kalhu (Nimrud), Dur-szaruken (Chorsabad) i Niniwie. W astrologii byli identyfikowani z grupą gwiazd Plejady. 
Znana jest standardowa ikonografia "Siódemki" w okresie nowoasyryjskim. Bogowie Siódemki nosili wysokie cylindryczne nakrycia głowy o pierzastym zakończeniu górnej krawędzi tych nakryć i długie otwarte szaty. Każdy z nich trzymał nóż i toporek, jak również kołczan i łuk - są to atrybuty przynależne Siódemce w rytuałach związanych z umieszczeniem figurek opiekuńczych w ustalonych miejscach w domu.
W sztuce nowoasyryjskiej i nowobabilońskiej Siódemka była symbolizowana przez siedem kropek, niekiedy siedem gwiazd (prawdopodobnie w nawiązaniu do identyfikacji z Plejadami.